# Cartes a un poeta jove
Cartes a un poeta jove (títol original, en alemany: Briefe an einen jungen Dichter) és una col·lecció de deu cartes escrites pel poeta austríac Rainer Maria Rilke (1875–1926) a Franz Xaver Kappus (1883–1966), un cadet de 19 anys de l'Acadèmia Militar Teresiana de Wiener Neustadt. Rilke, fill d'un oficial de l'exèrcit austríac, havia estudiat a l'escola primària de l'acadèmia a Sankt Pölten a la dècada dels anys 1890. Kappus va tenir correspondència amb el famós poeta i autor des de 1902 a 1908 demanant-li consell pel que fa a la seva qualitat poètica, i a l'hora de decidir entre la carrera literària i la d'oficial de l'exèrcit austrohongarès. Kappus va reunir i publicar les cartes l'any 1929—tres anys després que Rilke morís de leucèmia.
En la primera carta, Rilke declina respectuosament de ressenyar o criticar l'obra poètica de Kappus, aconsellant Kappus, més jove, que "Ningú no el pot aconsellar i ajudar, ningú. Hi ha tan sols un únic mitjà. Entri dintre seu." Rilke, en el transcurs de les deu cartes procedeix a aconsellar Kappus sobre com un poeta hauria de sentir, estimar i buscar la veritat en intentar entendre i experimentar el món del seu voltant i comprometre's en el món de l'art. Aquestes cartes permeten entendre les idees i els temes que apareixen en l'obra de Rilke i el seu procés de treball. A més, aquestes cartes van ser escrites durant una etapa clau en el primer desenvolupament artístic de Rilke, després que la seva reputació com a poeta comencés a establir-se amb la publicació de parts de Das Stunden-Buch (El Llibre d'Hores) i Das Buch der Bilder (El Llibre d'Imatges).

## Redacció i publicació

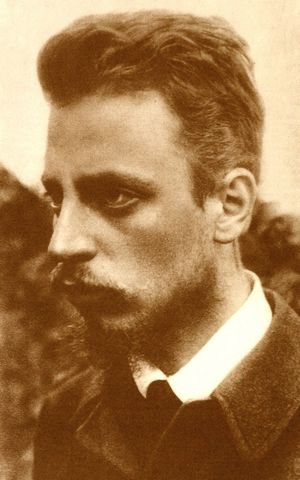
L'autor de les cartes: Rainer Maria Rilke

### Correspondència amb Rilke
El 1929, Franz Xaver Kappus va reunir deu cartes que havia rebut de Rainer Maria Rilke escrites entre 1902 i 1908 i les va publicar sota el títol Briefe an einen jungen Dichter (Cartes a un Poeta Jove) a través de Insel Verlag a Leipzig. Rilke i Kappus mai no es van arribar a conèixer en persona.
En una introducció a la col·lecció, Kappus explica com va arribar a escriure a Rainer Maria Rilke. Segons Kappus, a finals del 1902 mentre era estudiant a la Acadèmia Militar Teresiana a Wiener Neustadt a la Baixa Àustria, estava llegint una poesia de Rilke. Se li va apropar el capellà de l'acadèmia, Horacek, que va anotar que Rilke havia estat uns anys abans alumne al grau més baix de l'escola de l'acadèmia a Sankt Pölten. Horacek va expressar sorpresa l'antic alumne hagués "esdevingut un poeta" i va descriure a Kappus el jove Rilke com a "noi prim i pàl·lid" el posat tranquil del qual el va demostrar incapaç d'aguantar la tensió d'una vida i educació militar. Rilke va abandonar l'educació militar. Quan Kappus va descobrir això es va inclinar a escriure i no li feia el pes la idea de dedicar la seva vida a l'exèrcit. Kappus va deicidir llavors d'escriure a Rilke per demanar-li consell.
Quan Kappus va escriure la seva primera carta a Rilke va demanar-li una crítica a la seva poesia. Rilke va proporcionar al jove Kappus molt poca crítica o consell per la seva millora com a poeta. En comptes d'això, Rilke va descoratjar Kappus de llegir crítiques i el va aconsellar de confiar en el seu criteri propi, comentant que "Ningú no el pot aconsellar i ajudar, ningú. Hi ha tan sols un únic mitjà. Entri dintre seu." Rilke va proporcionar consell que va inspirar Kappus de cercar aspectes més amplis d'intimitat i la naturalesa de la bellesa i l'art, així com explorar qüestions filosòfiques i existencials. Les cartes tracten assumptes personals que Kappus aparentment havia revelat a Rilke; entre els quals l'ateisme, la soledat, i les decisions de vida.
La col·lecció no inclou les cartes de Kappus a Rilke, encara que la col·lecció alemanya original inclou un sonet del propi Kappus que Rilke va tornar-li amb la cal·ligrafia de Rilke amb la instrucció de "Llegeixi els versos com si fossin d'un altre i sentirà en el més profund de si mateix com en són de seus."

### Influència de Rilke en Kappus
A part del seu paper a l'hora d'escriure a Rilke i publicar més tard aquestes cartes, Franz Xaver Kappus (1883–1966) és un autor en gran part oblidat per la història. Kappus va ser fill d'una família de l'ètnia alemanya Banat Swabian, d'una família nascuda a Timișoara, en la regió de Banat, ara dividida entre Hongria, Sèrbia i Romania. Malgrat els seus dubtes, va expressar en les seves cartes a Rilke la idea de seguir la carrera militar, va continuar els seus estudis militars i va servir durant 15 anys com a oficial a l'Exèrcit Austrohongarès. Durant el decurs de la seva vida, va treballar com a editor d'un diari i periodista, escrivint poemes, gags humorístics, relats breus, novel·les, i va adaptar diverses obres (incloent-hi la seva pròpia) a guions cinematogràfics durant la dècada dels 30. Tanmateix, Kappus no va aconseguir fama duradora.

## Les cartes

### La primera carta
Va ser escrita a París, França el 17 de febrer de 1903. El tema de què tractava la carta era el fracàs de les crítiques a l'hora de "tocar una obra d'art." Rilke insta el seu lector a evitar les opinions dels altres sobre la seva poesia. En comptes d'això, el poeta jove hauria de mirar cap a dins i examinar què és allò que el motiva veritablement per continuar escrivint. Rilke amplia sobre el tema una vida interior plena i ofereix una perspectiva inspiradora sobre el procés de creació d'art.